# Pärla

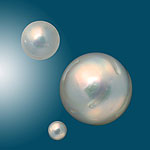
Pärlor.

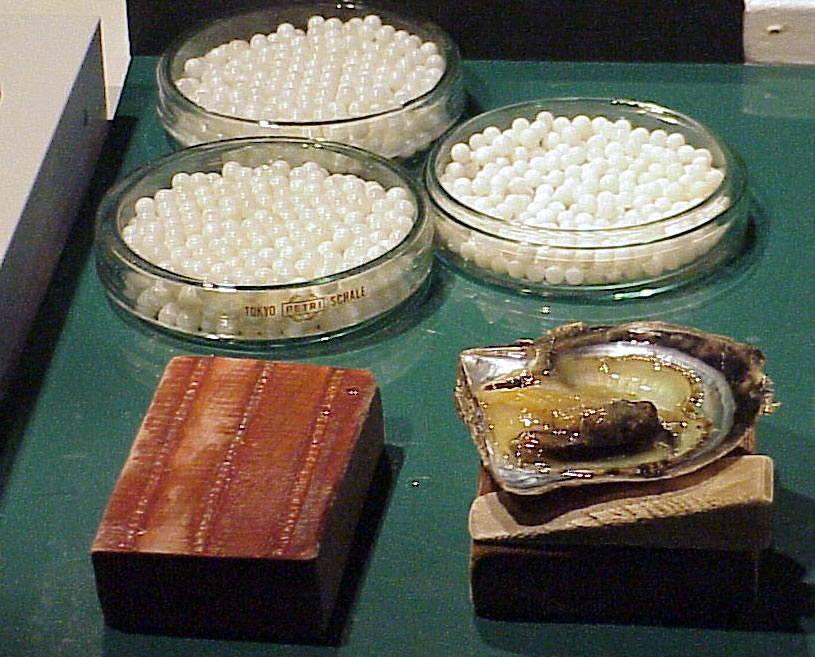
Pärlor från Japan

En pärla är ett hårt runt skinande objekt som är vanligt i halsband och örhängen.

## Äkta pärlor

### Uppkomst

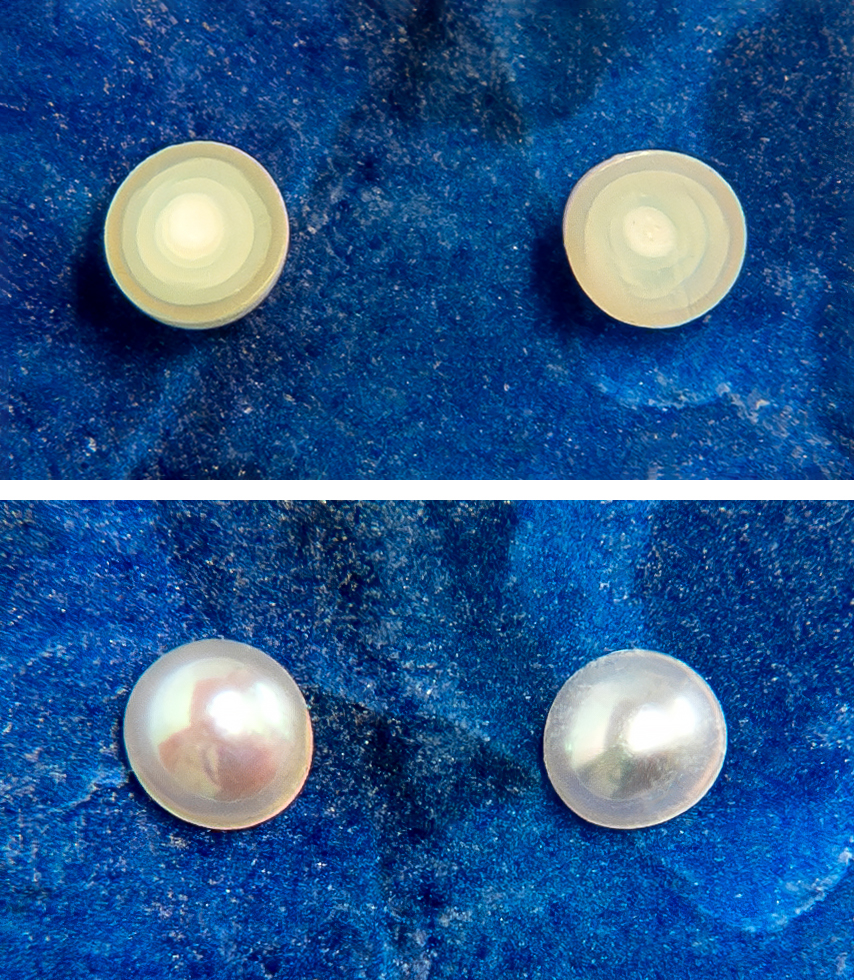
Två itusågade naturliga flodpärlor, cirka 2,5-3 mm i diameter. Tillväxtlagren är väl synliga.

En äkta pärla är rund i formen och vit. Pärlor förekommer dock även i rosa, silver, kräm, guld, grön, blå och svart färg. Storleken skiftar från ett knappnålshuvud till ett duvägg. De består av pärlemor, vilket huvudsakligen består av hexagonala plattor av aragonit (kristaller av kalciumkarbonat, CaCO3) och ett organiskt hornämne. Pärlor skapas av musslor. När en mussla öppnar skalet för att få in syre eller för att äta plankton så kan den råka få in ett sandkorn mellan skalet och manteln. Genom retning av mantelvävnaden som kallas pärlemor (pärlans mor) kapslas kornet in så att det så småningom bildas en pärla. Pärlor har odlats under drygt 100 år.
Beroende på musselart och ursprung skiljer man pärlor åt. 
Den klassiska sötvattenspärlan är den vanligaste pärlan och den förekommer naturligt i stora delar av världen. Odlade sötvattenspärlor är dominerande inom smyckeshandeln och odlingen är centrerad till Sydostasien och Kina. Sötvattenspärlor, som bildas av musselsläktet Unionidae, är ofta vita, svagt rosa eller krämfärgade och kan vara runda till svagt oregelbundna. 
Saltvattenspärlan, från musselsläktet Pteriidae liknar sötvattenspärlan men är betydligt ovanligare. Saltvattenspärlan återfinnes främst i Japan och Kina. Den odlas i viss utsträckning och är mycket dyr på marknaden, särskilt den så kallade Akoyapärlan. Saltvattenspärlan är helt rund och färgen varierar mellan vit och krämvit till svagt rosa. 
Så kallade Tahitipärlor, som bildas av musslan Pinctada margaritifera-cumingi, finns i olika färger, former och storlekar. Denna pärla är väldigt sällsynt och eftertraktad; särskilt den svarta Tahitipärlan. Det som avgör pärlornas färg är lokala föroreningar.

### Egenskaper
Pärlor är sega trots sin låga hårdhet (Mohs 3-4) och de är mycket svåra att krossa.
Pärlor vägs i grain (0,05g = ¼ carat). Momme är en annan skala som används inom handeln, där 1 Momme motsvarar 3,75 gram.
Värdet på en pärla avgörs av ursprung, form, färg och lyster och ovanliga pärlor har det högsta marknadsvärdet. Pärlor brukar ha en livslängd på 100–150 år. Skötseln av pärlor är ytterst viktig för deras livslängd, det sägs att pärlor ska bäras för att behålla sin fina lyster. Pärlor skadas av både för hög och för låg luftfuktighet samt syror, alkohol, svett och fetthaltiga hudvårdsprodukter. 
De flesta pärlor på marknaden idag är odlade pärlor. Pärlor som fångats i naturen har ett högre värde än odlade pärlor. Odling går till så att man lägger in ett främmande föremål i en levande mussla, samt en bit av en annan mussla. Sedan lägger man tillbaka musslan i vattnet i odlingar i några år. Musslorna skapar skikt av pärlemor runt det främmande föremålet och en vacker pärla bildas.
En äkta pärla är sval och känns sträv om den gnuggas försiktigt mot en annan pärla på samma collie. Oäkta pärlor upplevs som oljiga istället för svala och känns släta mot varandra. Genom att gnugga pärlorna mot varandra känner man tydligt en viss grusighet om det är äkta pärlor. Förr tyckte man det var en bra idé att testa genom att gnugga pärlan mot sin tand. Men gör inte det. Förutom de rent hygieniska orsakerna så kan dina tänder vara ojämna. Du får en mycket bättre uppfattning om du gnuggar pärlor mot varandra.

## Konstgjorda pärlor
"Pärla" kan också vara ett samlingsnamn för föremål tillverkade av andra material som till exempel glas, glasfluss, keramik, plast, trä och metall, endera i syfte att efterlikna en äkta pärla eller som självständiga smyckedelar som inte ens har formen gemensamma med äkta pärlor. Dessa pärlors minsta gemensamma nämnare är ett hål genom något (som inte ens behöver vara runt) och vars användningsområde är att det ska träs på något i syfte att vara dekorativt. På engelska kallas denna typ av pärla för bead till skillnad från pearl som är en äkta pärla.

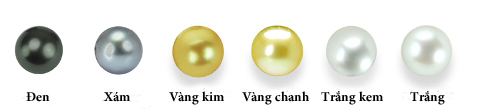
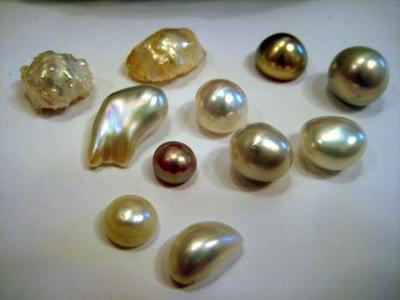
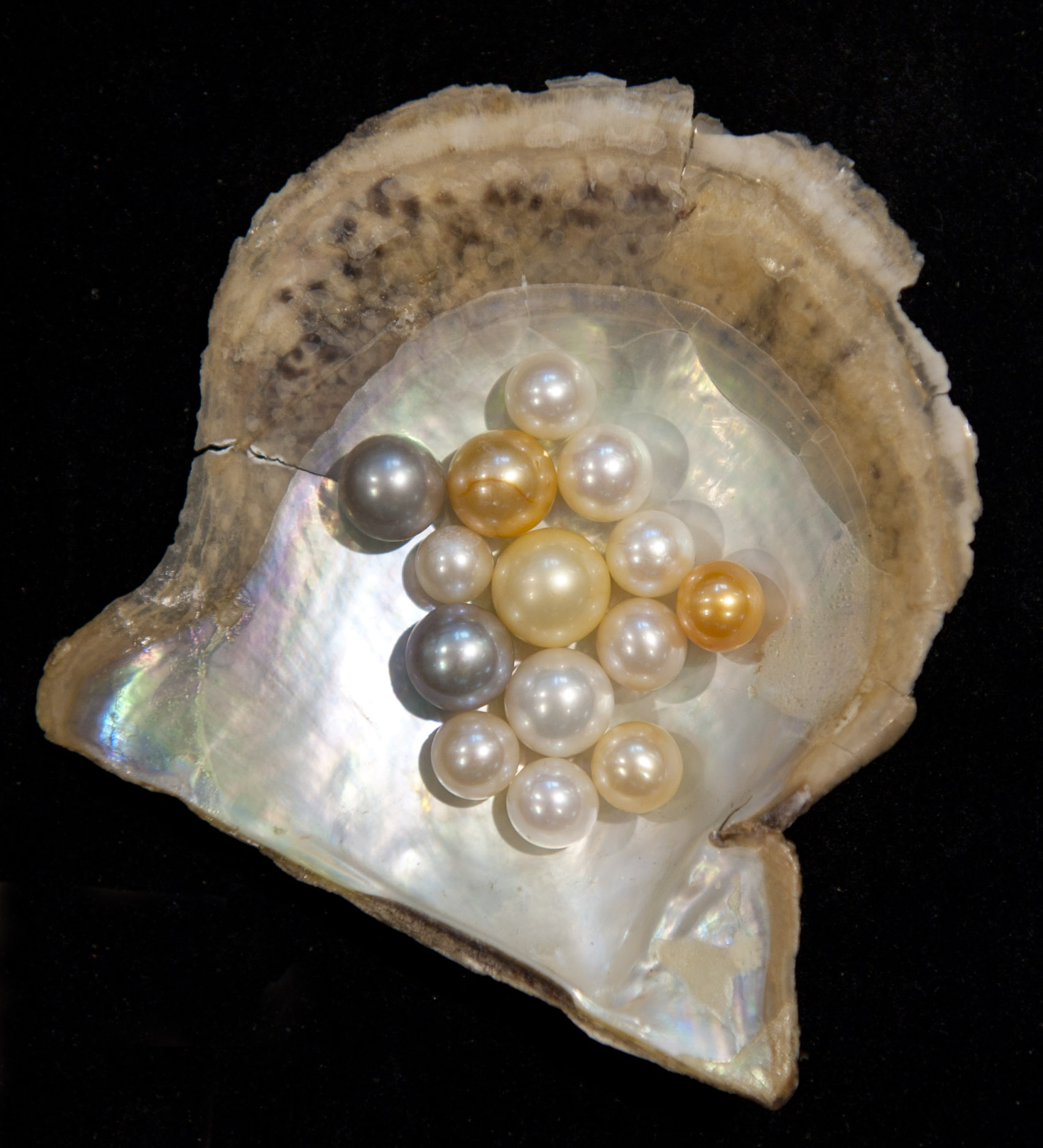
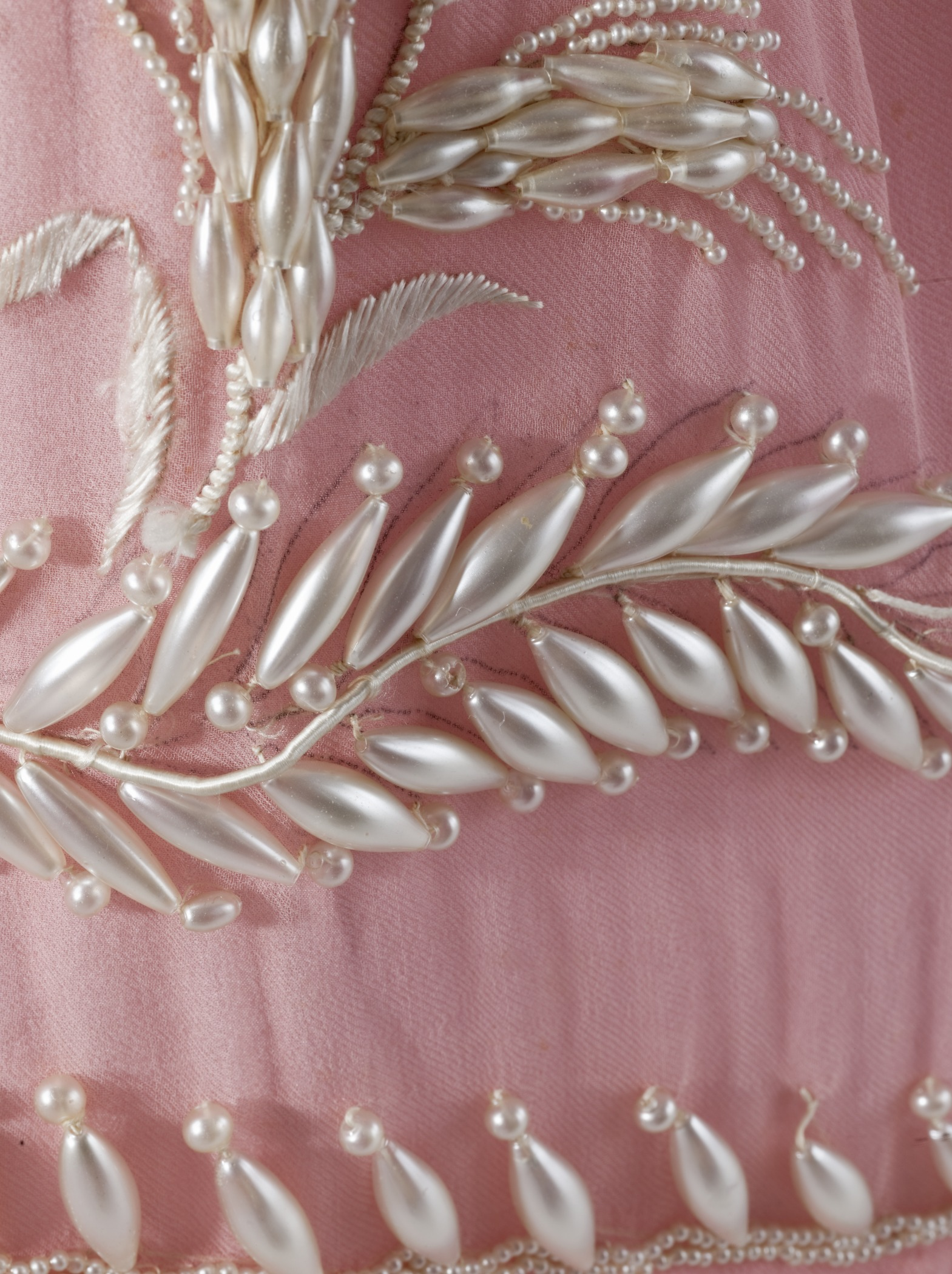
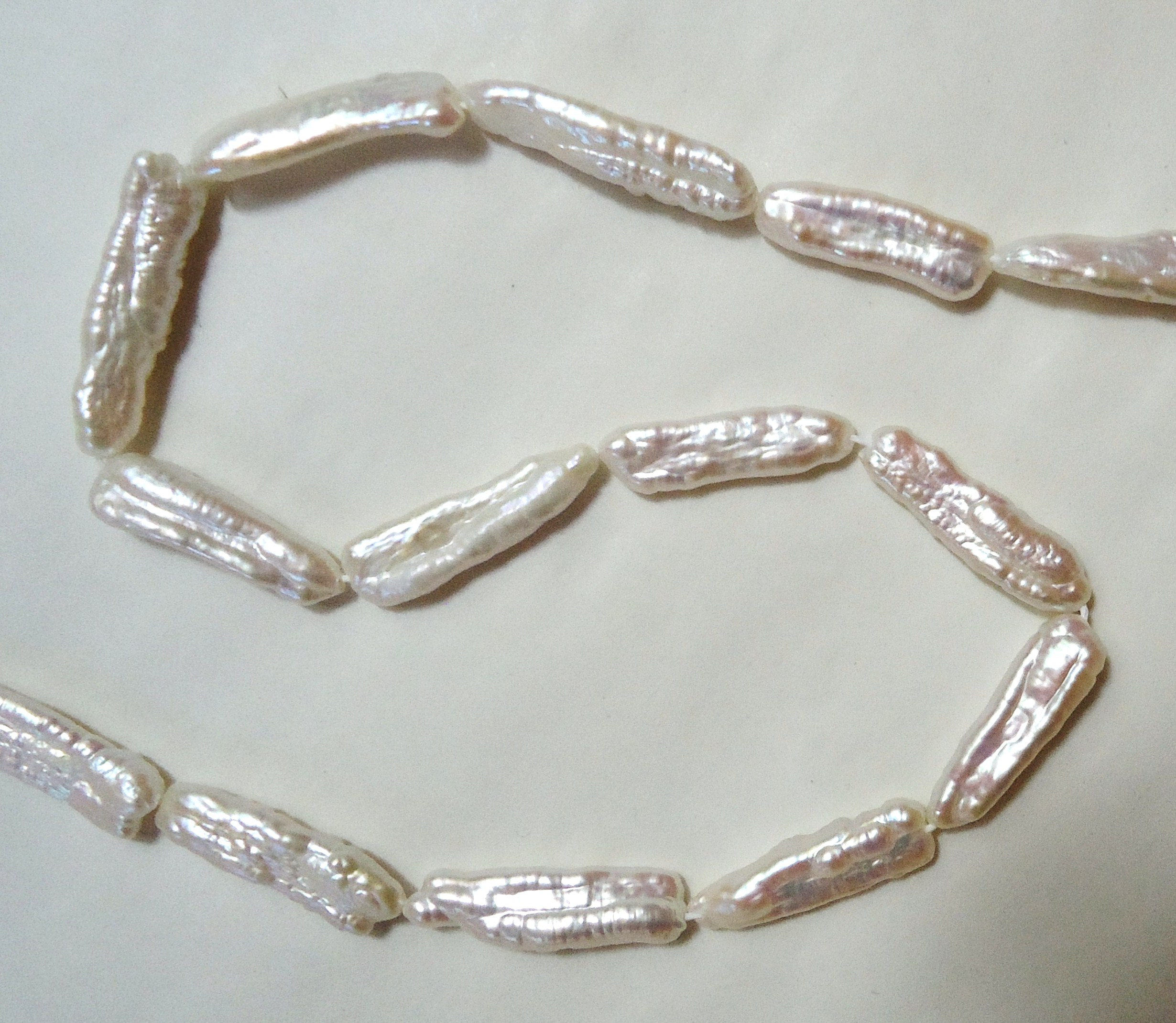
thumb
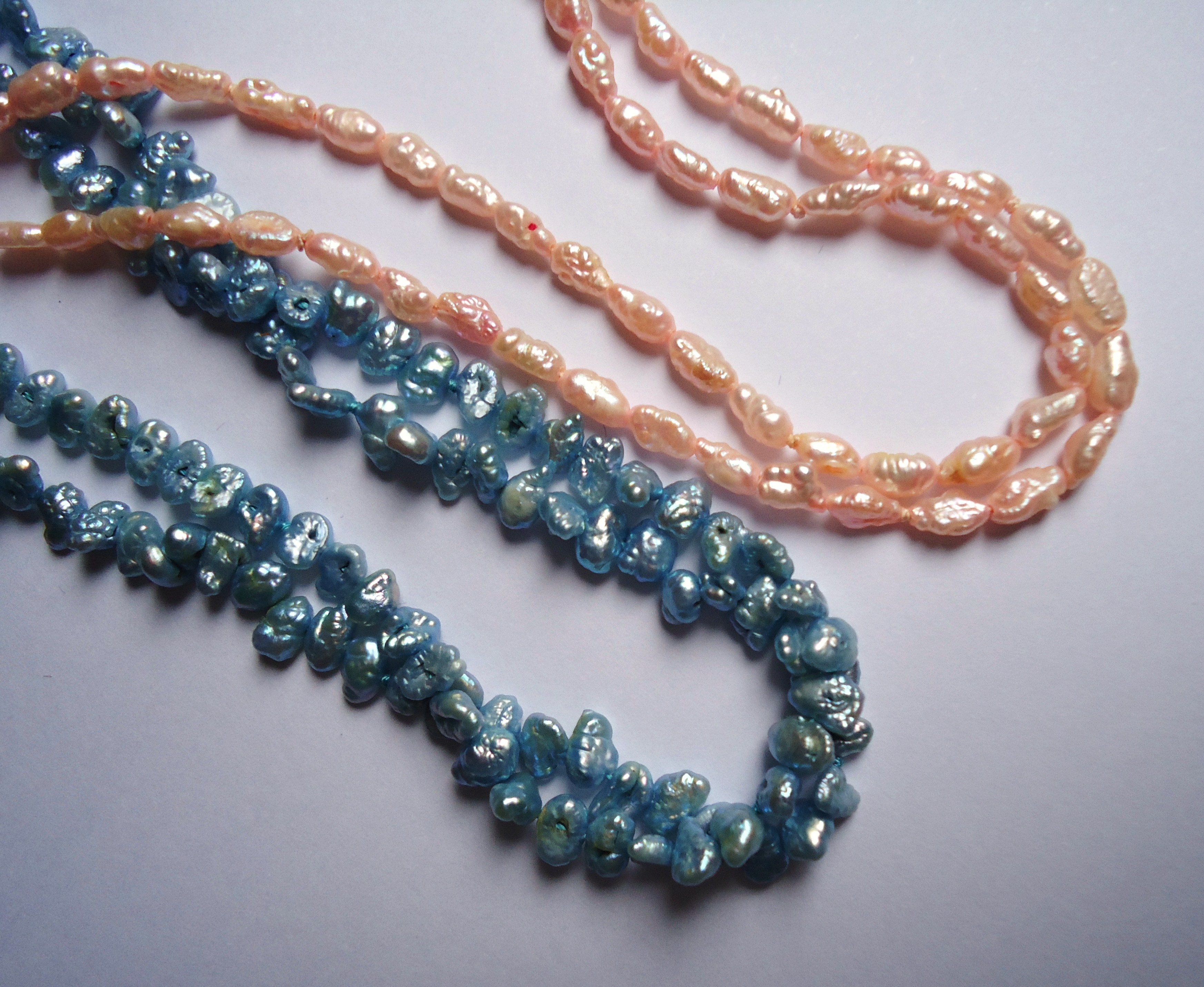
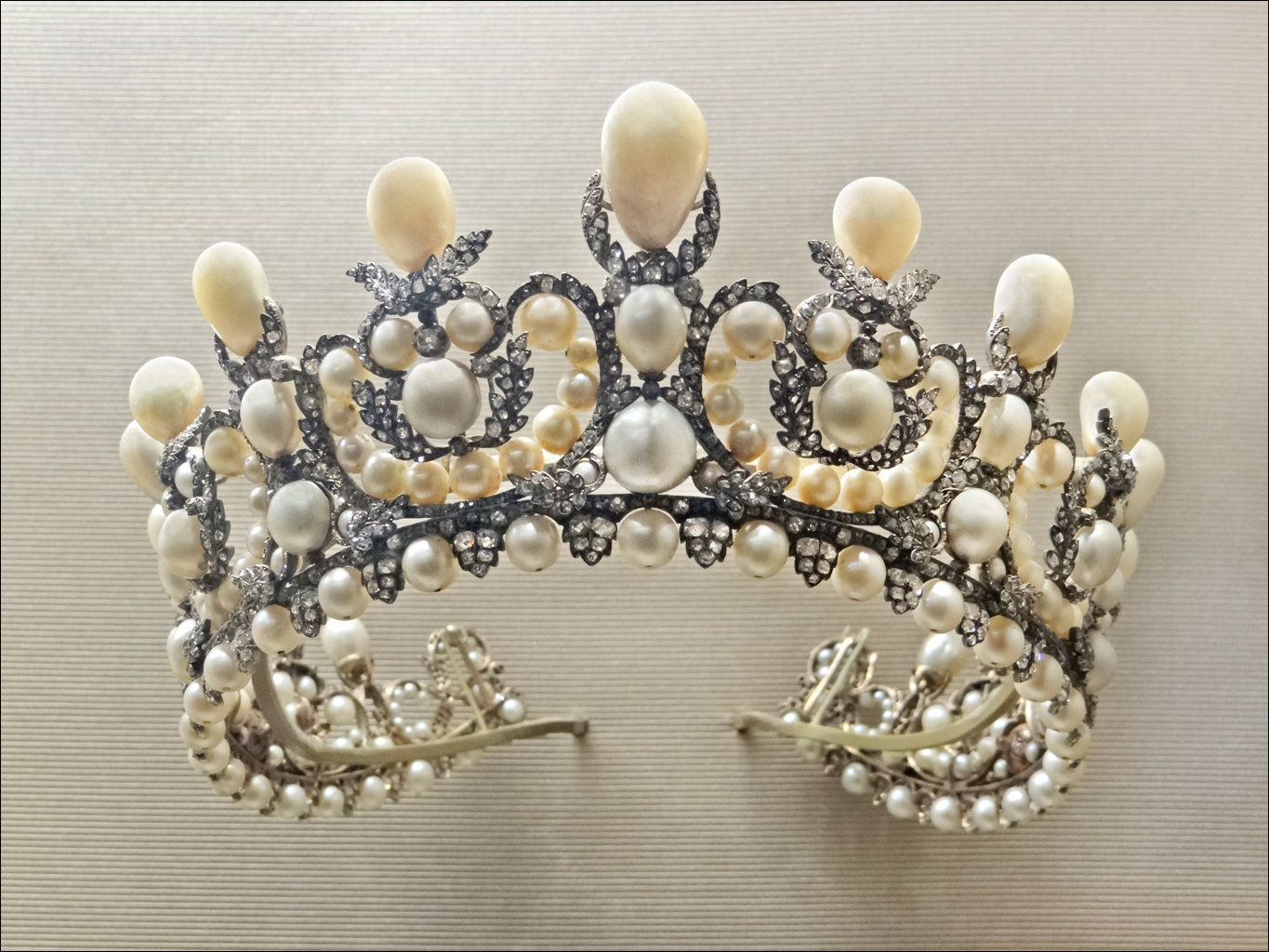
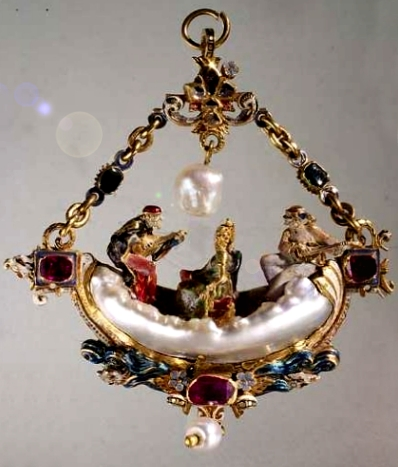
thumb
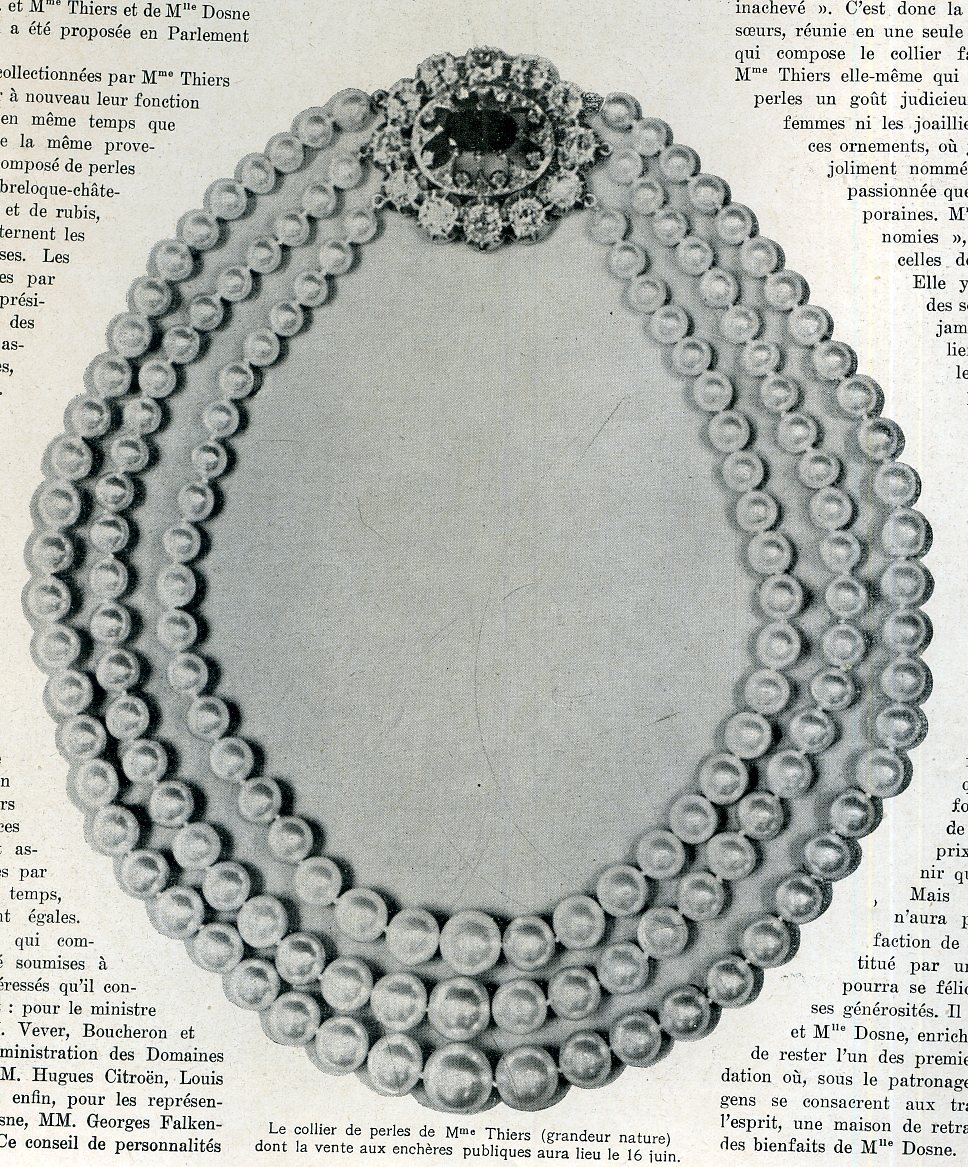
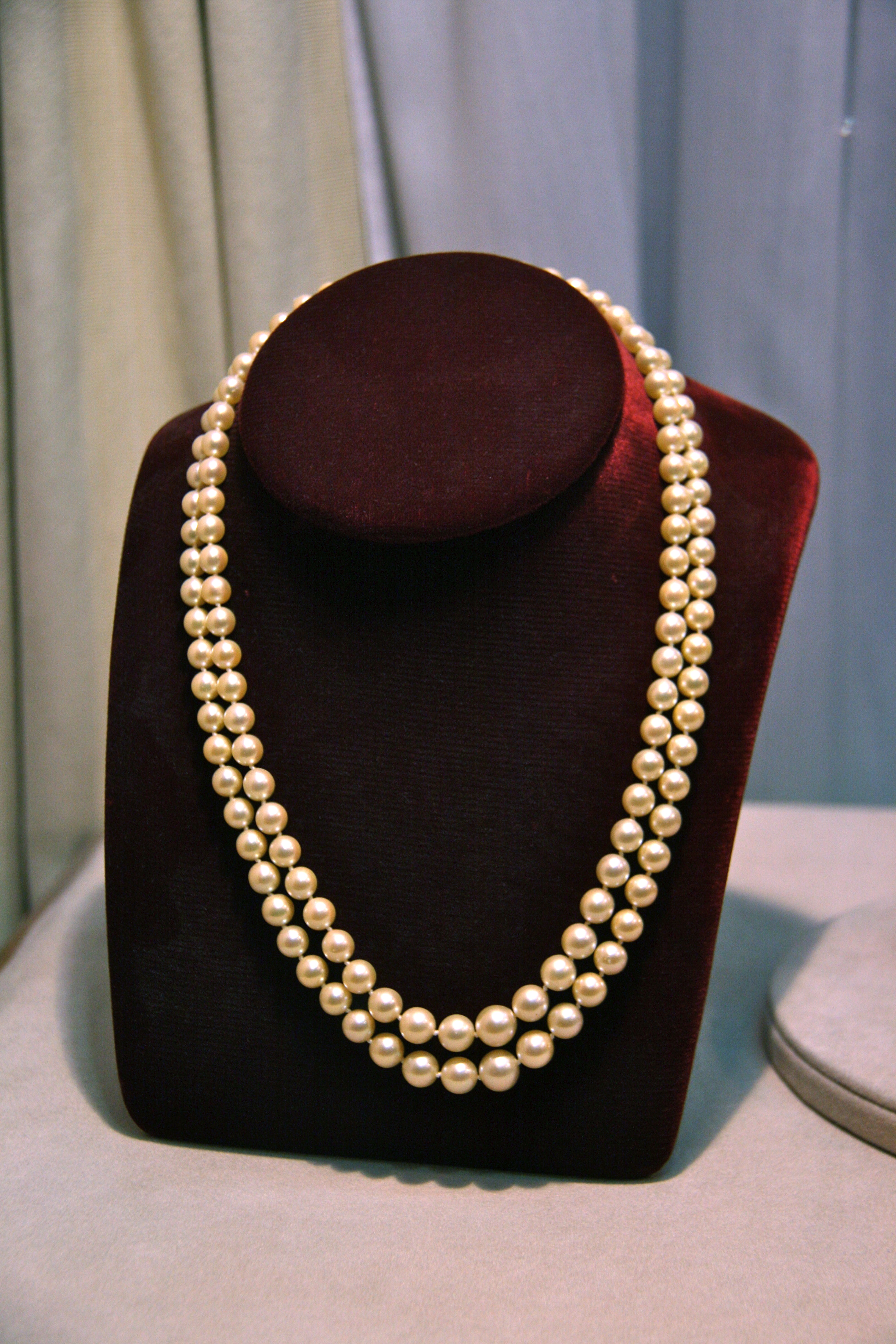